# 米德奈特西凱特 (特拉華州)
米德奈特西凱特（英語：Midnight Thicket）是位於美國特拉華州蘇塞克斯縣的一個非建制地區。該地的面積和人口皆未知。

## 地理
米德奈特西凱特的座標為38°34′35″N 75°32′19″W / 38.57639°N 75.53861°W，而該地的平均海拔高度為12米（即39英尺）。